# Пік (міфологія)
Пік, Пікус (лат. Picus; дятел) — італійське божество полів і лісів, віщун, син Сатурна (варіант: Пілумна), батько Фавна, чоловік Помони. Його вважали першим царем Латію.
За однією версією, Пікус — вродливий юнак, який засватав німфу Каненту, дочку Януса та Венілії. Під час полюваня Пікус зустрів чарівницю Кірку. Вона обернула його на дятла за те, що він зневажив її кохання. Канента з розпачу перетворилась у повітря. Зображували Піка у вигляді дерев'яного стовпа з дятлом, що вважався у римлян віщим птахом.